# Nicholas Hammond
Nicholas „Nicky” Hammond (ur. 15 maja 1950 w Waszyngtonie) – amerykański scenarzysta, aktor telewizyjny, teatralny i filmowy. Najbardziej znany jest z roli Fredricha von Trappa w głośnym musicalu Dźwięki muzyki.

## Życiorys

### Wczesne lata
Urodził się w Waszyngtonie jako syn aktorki Eileen (z domu Bennett) (1919-2025) i pułkownika Thomasa Westa Hammonda (1908-1970), Jr. Jego ojciec był oficerem w United States Army, jego matka była Angielką, która grała rolę Jackie Somers w komedii Marcela Varnela Much Too Shy (1942) u boku George’a Formby. Miał jednego starszego brata, Davida (ur. 1946). Jego rodzice poznali się podczas II wojny światowej i pobrali się w Londynie, gdzie jego ojciec został wysłany. Po wojnie przenieśli się na stałe do Stanów Zjednoczonych, a ponieważ jego ojciec miał pracę w armii, rodzina wielokrotnie przeprowadzała się do różnych posterunków wojskowych w całym kraju w okresie dzieciństwa Hammonda. Jego ojciec zmarł w 1970, gdy miał dwadzieścia lat. Studiował na Uniwersytecie w Princeton.

### Kariera
W 1961, mając 11 lat debiutował na Broadwayu w sztuce The Complaisant Lover. Na dużym ekranie zadebiutował w wieku 13 lat, w brytyjskim dramacie Petera Brooka Władca much (1963) na podstawie powieści Williama Goldinga z Jamesem Aubrey. W 1965 zagrał postać Fredricha von Trappa w głośnym musicalu Dźwięki muzyki (The Sound of Music).
12 października 1970 na deskach Ethel Barrymore Theatre grał w przedstawieniu Conduct Unbecoming. Wystąpił jako Peter Linder w filmie katastroficznym Johna Guillermina Terror w przestworzach (Skyjacked, 1972) u boku Charltona Heston i Jamesa Brolina. W 1973 pojawił się gościnnie w czwartym sezonie sitcomu ABC Rodzinka Brady (The Brady Bunch) w odcinki 90. pt. „The Subject Was Noses” jako szkolny przystojniak Doug Simpson, który traci zainteresowanie Marcią Brady po tragicznym wypadku podczas meczu piłki nożnej. Wystąpił też w jednym z odcinków serialu The Waltons (Waltonowie, 1973) pt. „The Townie” jako Theodore Albert Claypool Jr.
W połowie lat 80. XX wieku wyjechał do Australii. Zagrał w kilku tamtejszych produkcjach. Po kilku latach zdecydował się tam osiedlić na stałe.
Znalazł się w obsadzie filmu Quentina Tarantino Once Upon a Time in Hollywood (2019) jako reżyser Sam Wanamaker.

## Wybrana filmografia

### Filmy
| Rok  | Tytuł filmu                          | Rola                      |
| ---- | ------------------------------------ | ------------------------- |
| 1963 | Władca much                          | Robert                    |
| 1965 | Dźwięki muzyki                       | Friedrich von Trapp       |
| 1972 | Terror w przestworzach               | Peter Lindner             |
| 1977 | Spider-Man                           | Peter Parker / Spider-Man |
| 1978 | Spider-Man Strikes Back              | Peter Parker / Spider-Man |
| 1981 | Spider-Man: The Dragon’s Challenge   | Peter Parker / Spider-Man |
| 1988 | Czarna kobra 2                       | Kevin McCall              |
| 1998 | Tajemnica domu przy Gantry Row       | Russell                   |
| 2000 | Ostatni brzeg                        | Prezydent USA             |
| 2001 | Krokodyl Dundee w Los Angeles        | Kurator                   |
| 2001 | Gwiazdeczka: Historia Shirley Temple | Adolphe Menjoe            |
| 2004 | Wybawca                              | Pastor                    |
| 2005 | Niewidzialny                         | Oficer wykonawczy         |
| 2019 | Pewnego razu... w Hollywood          | Sam Wanamaker             |

### Seriale
| Rok       | Tytuł serialu             | Rola                         |
| --------- | ------------------------- | ---------------------------- |
| 1976      | Pogoda dla bogaczy        | Walters                      |
| 1977–1979 | The Amazing Spider-Man    | Peter Parker / Spider-Man    |
| 1980      | Magnum                    | Clarke Troubshaw             |
| 1980      | Kroniki marsjańskie       | Kapitan Arthur Black         |
| 1990–1992 | Ambasada                  | Benson (gościnnie)           |
| 1995      | Nowe przygody Flippera    | Smiley                       |
| 1995      | Po drugiej stronie lustra | Sir Ivor                     |
| 1999–2002 | Zaginiony świat           | Phil Dillon (gościnnie)      |
| 2002–2005 | MDA                       | Dr Nick Standisk (gościnnie) |